# تل پیر صافی
تل پیر صافی مربوط به دوره ساسانیان است و در شهرستان مرودشت، بخش درودزن، دهستان رامجرد ۲، ۳ کیلومتری جنوب روستای نصرآباد واقع شده و این اثر در تاریخ ۳۰ بهمن ۱۳۸۶ با شمارهٔ ثبت ۲۰۹۵۱ به‌عنوان یکی از آثار ملی ایران به ثبت رسیده است.